# Laomedea exigua
Laomedea exigua är en nässeldjursart som beskrevs av Sars 1857. Laomedea exigua ingår i släktet Laomedea och familjen Campanulariidae. Arten har ej påträffats i Sverige. Inga underarter finns listade i Catalogue of Life.